# Neon Trees
I Neon Trees sono un gruppo musicale statunitense formatosi nel 2005 a Provo, nello Utah.

## Storia

### Gli inizi (2002-2006)
Nel 2002 i vicini di casa e amici Tyler Glenn e Chris Allen decisero di mettere su una piccola band, ovviamente cercando altri componenti. Con Tyler Glenn alla tastiera e al microfono e Allen alla chitarra, ai due si aggiungono Branden Campbell al basso ed Elaine Bradley come batterista e seconda cantante.
Nel 2005 il fondatore Tyler osservò una scritta al neon a Las Vegas. Da lì fece sapere ai componenti quale sarebbe stato il possibile nome della band: i Neon Trees. Il cartello, per un fortuito caso, era stato realizzato proprio dal padre di Bradley, la nuova componente del gruppo, per l'In-N-Out Burger. Assunto ufficialmente un nome per la loro band, i quattro cominciarono a suonare in tutto lo Stato dello Utah, a Provo e a Salt Lake City, guadagnandosi una discreta popolarità nella zona.
Nel 2006 la band si spinge oltre i confini dello Utah, organizzando un tour della California. Nello stesso anno pubblicano inoltre il loro primo EP, intitolato Becoming Different People.

### Firma con la Mercury Records (2007-2009)
Nel 2007 il batterista Ronnie Vannucci, dei Killers, andò a vedere un concerto dei Neon Trees a Las Vegas, e non appena vide il talento che la band mostrava e quanti erano i fan del gruppo musicale, li invitò a una riunione: infatti la band di Provo non poteva veramente fare dei mega-concerti se non possedeva un contratto che li legava a una casa discografica, che avrebbe anche potuto produrre parecchi album. Il batterista di Las Vegas consiglia ai Neon Trees, per esperienza maggiore, le migliori case discografiche in circolo negli Stati Uniti. Citò l'Atlantic Records, la Sony Music, la Group, l'Universal Music e la Mercury Records. La band di Utah ci mise due settimane a decidere quale delle cinque etichette discografiche scegliere. Provarono con la Group, ma non riuscirono a farsi accettare. Allora fu il turno della Mercury Records che, dopo settimane di lavoro, riuscì a far firmare un contratto ai Neon Trees.
Nel 2008 La Mercury Records comunicò alla band della difficoltà in cui la casa si trovava e chiese al gruppo musicale di poter registrare alcune canzoni di artisti sempre differenti. Così la Mercury fa firmare al gruppo un altro contratto, che stavolta li lega alla casa discografica sia come musicisti che come soci, rendendo così possibile alla band di registrare canzoni e di conoscere nuovi cantanti. Ciò non viene parecchio apprezzato dal gruppo per via del fatto che saranno costretti a ridurre il numero di concerti.
Nel 2009 la band pubblica il secondo EP, Start a Fire, reso possibile da acquistare in formato CD e download digitale. Tuttavia il mini album non riscuote particolare successo, soprattutto perché la band non tiene nessun tour di supporto nell'arco di due anni, dal 2008 al 2010.

### Il successo (2010-presente)
Il 16 marzo 2010 la band pubblica il suo primo album in studio, Habits. Dall'album vengono estratti i singoli Animal (nel 2010), 1983 (nel 2010) e Your Surrender (nel 2011), che ottengono un inaspettato successo in tutto il mondo e contribuiscono alle vendite del loro album di debutto.
Nello stesso anno la band pubblica due nuovi EP: Animal - The Remixes e iTunes Live from SoHo, che riscuotono parecchio successo nei fan dei Neon Trees. E questi ultimi riescono finalmente a rientrare in concerto, dopo quasi due anni, praticamente senza pubblicare album. All'inizio doveva essere pubblicato solo iTunes Live from SoHo, ma a seguito del grande successo di Animal, si decise di pubblicare un EP con dei remix della canzone, pubblicando sempre più musica nell'arco di nemmeno tre mesi.
Il 12 aprile 2012, sempre con la Mercury Records, i Neon Trees pubblicano il loro secondo album, Picture Show, prodotto da Justin Meldal-Johnsen. Il disco segna una svolta sonora per la band, che decide di spostare la sua musica su un suono più rock ma anche più elettronico. Dall'album sono stati estratti i singoli Everybody Talks, di notevole successo, e Lessons in Love (All Day, All Night).
Il terzo album della band, intitolato Pop Psychology, è stato pubblicato il 22 aprile 2014. L'album è stato anticipato dal singolo Sleeping with a Friend, pubblicato l'11 gennaio 2014.

## Formazione
- Tyler Glenn – voce, tastiera, sintetizzatore (2005-presente)
- Chris Allen – chitarra (2005-presente)
- Branden Campbell – basso (2005-presente)
- Elaine Bradley – voce, batteria (2005-presente)

## Discografia

### Album in studio
- 2010 – Habits
- 2012 – Picture Show
- 2014 – Pop Psychology
- 2020 – I Can Feel You Forgetting Me

### EP
- 2006 – Becoming Different People
- 2009 – Start a Fire
- 2010 – Animal - The Remixes
- 2010 – iTunes Live from SoHo
- 2011 – iTunes Live: SXSW

### Singoli
- 2010 – Animal
- 2010 – 1983
- 2010 – Wish List
- 2011 – Your Surrender
- 2011 – Everybody Talks
- 2012 – Lessons in Love (All Day, All Night)
- 2014 – Sleeping with a Friend
- 2020 – Used To Like
- 2020 – New Best Friend
- 2020 – Mess Me Up
- 2020 – Nights